# Punch (Band)
Punch war eine Hardcore-Band aus San Francisco. Textlich ging es u. a. um Veganismus, Feminismus und Abhängigkeit.

## Geschichte
Die Band wurde Mitte 2006 gegründet und veröffentlichte als erstes musikalisches Lebenszeichen 2007 das Demo Demo 2007 in Eigenregie, das zuvor im Dezember aufgenommen wurde. Ein Jahr später folgte die Eyeless E.P., die u. a. bei 625 Thrashcore erschien. Der bei dem Label erreichte Vertrag führte dazu, dass über diesen Weg auch 2009 das selbstbetitelte Debütalbum auf den Markt kam. Später folgten noch zwei weitere Alben, Push Pull 2010 und They Don't Have to Believe 2014. Für letzteres, es kam bei 15 Liedern auf 19 Minuten Spielzeit, zeichnete Deathwish verantwortlich. Kurz danach stellte die Gruppe ihre Aktivität ein.

## Stil
In einer Besprechung zur Veröffentlichung des dritten Albums schrieb Simon Dümpelmann vom Rock Hard, dass man sich an den „Diskussionen von Spartenfetischisten“ nicht zwangsläufig beteiligen müsse, ob es Fastcore, Thrashcore oder Powerviolence sei.

## Diskografie
- 2007: Demo 2007 (Demo; Eigenveröffentlichung)
- 2008: Eyeless E.P. (EP; Discos Huelga, 625 Thrashcore, Cosmic Note)
- 2009: Punch (Album; Discos Huelga, 625 Thrashcore, Assault Records)
- 2010: Rain Fest (Single; Eigenveröffentlichung)
- 2010: Push Pull (Album; Discos Huelga, 625 Thrashcore, Assault Records)
- 2011: Nothing Lasts E.P. (EP; 625 Thrashcore, Discos Huelga, Deathwish)
- 2011: Punch / Loma Prieta (Split-7", Discos Huelga)
- 2012: An Incomplete History (Compilation; Nerdcore)
- 2014: They Don't Have to Believe (Album; Deathwish)